# Stefano Baudino
Stefano Baudino (* 28. Dezember 1963 in Pinerolo) ist ein ehemaliger italienischer Radrennfahrer und nationaler Meister im Radsport.

## Sportliche Laufbahn
Baudino war Bahnradsportler. Er begann im Verein S.C. Piossasco unter Anleitung seines Vaters mit dem Radsport. 
1981 vertrat er Italien bei den UCI-Bahn-Weltmeisterschaften der Junioren im 1000-Meter-Zeitfahren und gewann die Bronzemedaille. 1982 und 1983 gewann er die nationale Meisterschaft im 1000-Meter-Zeitfahren. Im Sprint wurde er 1981 Vize-Meister hinter Giorgio Rossi. Er war Teilnehmer der Olympischen Sommerspiele 1984 in Los Angeles. Im 1000-Meter-Zeitfahren kam er beim Sieg von Fredy Schmidtke auf den 9. Platz.
1983 wurde er Sieger im Zeitfahren bei den Mittelmeerspielen vor Philippe Boyer.